# Кинг, Тарсем
Тарсем Кинг или Уэст-Бромиджский барон Кинг (англ. Tarsem King, Baron King of West Bromwich; 24 апреля 1937 — 9 января 2013) — британский политик от Лейбористской партии.

## Биография
Кинг работал членом совета Сандуэллского муниципального района (англ. Sandwell Metropolitan Borough Council) с 1979 по 2007 год. Он был заместителем мэра с 1982 по 1983 год. Он стал пожизненным пэром в 1999 году с титулом барон Кинг-Уэст-Бромиджский из города Уэст-Бромидж в графстве Уэст-Мидлендс. С 2006 года является казначеем Индиа Групп.
Он также являлся покровителем[уточнить] Федерации за всеобщий мир, неправительственной организации, аффилированной с Церковью объединения.